# Umbră – O parabolă
„Umbră – O parabolă” (în engleză Shadow – A Parable) este o povestire scrisă de Edgar Allan Poe și publicată în numărul din septembrie 1835 al revistei Southern Literary Messenger.
Grecul Oinos povestește o întâmplare trăită de șapte prieteni aflați într-o sală de ospăț dintr-un oraș antic grecesc care se numea Ptolemais, în timp ce în cetate făcea ravagii ciuma. O temă similară poate fi găsită în povestirea „Masca Morții Roșii”.

## Rezumat
Povestirea este narată de grecul Oinos care precizează că întâmplarea relatată s-a petrecut într-un an înspăimântător în cetatea antică Ptolemais. Călătorii în țări străine și cititorii în stele știau că cerurile prevesteau nenorocire. Naratorul și șase prieteni de-ai săi se strânseseră între zidurile unei săli, unde se ospătau, dar gânduri sumbre îi apăsau. Cei șapte oaspeți beau vin roșu, cântau și râdeau. Draperii negre atârnau în cameră și îi opreau pe oaspeți să vadă luna și stelele prevestitoare de rele. Oinos simțea că în jurul lor plutea ceva intangibil, simțurile sale tulburate percepeau o senzație de sufocare și o neliniște plină de spaimă. Toți cei șapte erau copleșiți de o povară de moarte.
Răzând și veselindu-se, cei șapte beau vin roșu și recitau cântând poemele lui Anacreon. În camera lor se mai afla cineva, tânărul Zoilos. Acesta zăcea pe podea, mort de ciumă, iar ochii săi păreau că urmăresc ospățul celor șapte. Din spatele draperiilor negre s-a desprins o umbră întunecată și fără formă, care nu era nici umbră de om și nici de zeu - grec, egiptean sau caldeean. Umbra a rămas nemișcată, iar petrecăreții nu au îndrăznit să se uite la ea. În cele din urmă, Oinos și-a luat inima în dinți și a întrebat umbra cum se numește și de unde vine. Umbra a răspuns:
„Sunt UMBRĂ, iar locuința mea se găsește în apropierea catacombelor din Ptolemais, chiar lângă întunecatele câmpii ce mărginesc apele necurate ale lui Caron!”.
Toți șapte au sărit în sus, cuprinși de groază, căci sunetul glasului umbrei nu aparținea unei singure ființe, ci al unei mulțimi mari de persoane decedate.

## Istoricul publicării
Umbră – O parabolă a fost publicată anonim în septembrie 1835 în revista Southern Literary Messenger.  
Prima traducere în limba română a fost publicată în anul 1888 sub titlul „Umbră” în Revista literară (și politică) (anul IX, 1888, nr. 2, pp. 88-90), fiind semnată sub pseudonimul „Nocturna”. Povestirea a fost tradusă apoi de Iuliu Cezar Săvescu (publicată în anul 1890 sub titlul „Umbra” în ziarul Duminica, anul I, 1890, nr. 3, 14 octombrie, pp. 2-3) și de Nicolae Dașcovici (publicată sub titlul „Umbra” în vol. Povestiri Extraordinare, editat în 1911 de Editura Cartea Românească din București, în Biblioteca „Minerva”, nr. 118). Printre alți traducători s-au numărat și Utu, Ion Achimescu, Pompiliu Păltănea, C. Cioflec, D. Larungu și Sofia Nădejde. 
O variantă modernă a traducerii a fost realizată de Ion Vinea și publicată sub titlul „Umbră – O parabolă” în vol. Scrieri alese (vol. I), editat în 1963 de Editura pentru Literatură Universală din București, fiind republicată și de alte edituri. O altă traducere a fost realizată de Liviu Cotrău și publicată în volumul Masca Morții Roșii: schițe, nuvele, povestiri (1831-1842), editat în 2012 de Editura Polirom din Iași.